# Yasin Varol
Yasin Varol (* 31. Juli 2003) ist ein deutscher Fußballspieler.

## Sportlicher Werdegang
Varol entstammt der Jugend des VfB Lübeck, bei dem er im Herbst 2021 in die in der fünftklassigen Oberliga Schleswig-Holstein antretende Reservemannschaft aufrückte. Im November 2021 kam er zudem erstmals für die erste Mannschaft in der viertklassigen Regionalliga Nord zum Einsatz. Im Lauf der Spielzeit 2022/23 etablierte er sich im Kader der zweiten Mannschaft und avancierte als regelmäßiger Torschütze im folgenden Jahr zum Stammspieler. Ende März 2024 holte ihn der neu verpflichtete Cheftrainer Jens Martens wieder in den Kader der ersten Mannschaft. Am 3. Mai 2024 kam er als Einwechselspieler beim 5:3-Erfolg über den MSV Duisburg zu seinem Profidebü in der 3. Liga.
Nach Auslaufen des Vertrags in Lübeck wechselte Varol zur Saison 2024/25 zum in die Regionalliga Nord aufgestiegenen SV Todesfelde.